# Paul Löbe

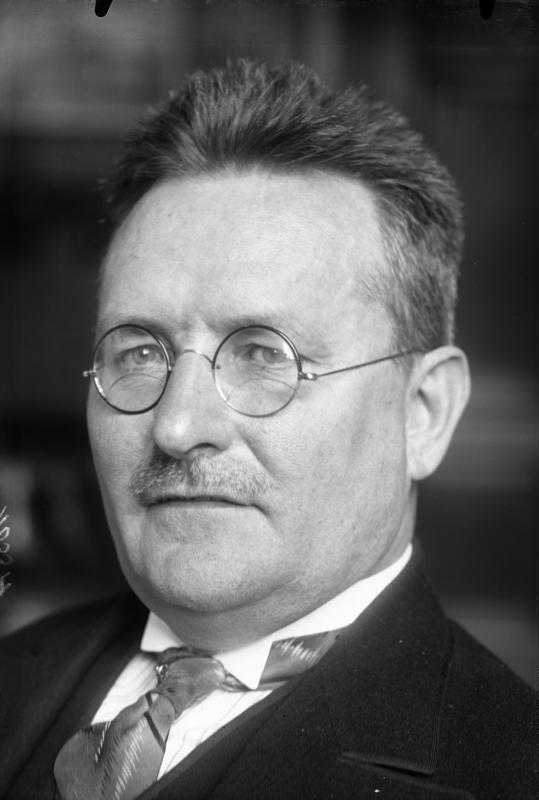
Paul Löbe.

Paul Gustav Emil Löbe, född 14 december 1875 i Liegnitz i Schlesien, död 3 augusti 1967 i Bonn, var en tysk politiker (Tysklands socialdemokratiska parti).
Paul Löbe hade en lång politisk karriär under mellankrigstiden och efter andra världskriget. Åren 1915–1920 var han ledamot av Schlesiens lantdag. År 1919 blev han vicepresident i nationalförsamlingen. Åren 1920–1933 var han riksdagsledamot. Paul Löbe var ordförande för tyska riksdagen 1920–1924 och 1925–1932. Nazisternas maktövertagande 1933 innebar att Löbe tvingades lämna sina politiska uppdrag och han inspärrades på koncentrationslägret Gross-Rosen.
Efter andra världskriget var Löbe med och byggde upp Tysklands socialdemokratiska parti. Åren 1949–1953 var han ledamot av Förbundsdagen och han satt med i det parlamentariska rådet 1948–1949.
Till Paul Löbes minne är ett av den tyska förbundsdagens hus, Paul-Löbe-Haus, namngivet efter honom.